# مايكل موركوف
مايكل موركوف (بالدنماركية: Michael Mørkøv)‏ مواليد 30 أبريل 1985 في الدنمارك، هو دراج دانمركي. شارك في دورة الألعاب الأولمبية الصيفية وفاز بميدالية أولمبية.

## سجل النتائج

### سباقات أو مراحل فاز بها
| التاريخ        | السباق                                                                            | المركز                      |
| -------------- | --------------------------------------------------------------------------------- | --------------------------- |
| 01 يناير 2006  | سكايف لوبيت 2006                                                                  | الفائز في التصنيف العام     |
| 01 يناير 2008  | ركوب الدراجات في الألعاب الأولمبية الصيفية 2008 – فريق رجال مطاردة                |                             |
| 21 سبتمبر 2008 | 2008 Duo Normand                                                                  |                             |
| 01 يناير 2010  | Contre-la-montre masculin aux championnats du Danemark de cyclisme sur route 2010 |                             |
| 26 يونيو 2011  | Course en ligne masculine aux championnats du Danemark de cyclisme sur route 2011 | السادس في التصنيف العام     |
| 07 أغسطس 2011  | طواف الدنمارك 2011                                                                |                             |
| 14 أغسطس 2011  | فيين روندت 2011                                                                   | الفائز في التصنيف العام     |
| 08 سبتمبر 2011 | تشالينج سبرينت برو 2014 2011                                                      |                             |
| 23 مارس 2012   | إي ثري هاريل بيك 2012                                                             | المرتبة 13 في التصنيف العام |
| 17 يونيو 2012  | طواف سويسرا 2012                                                                  | الثامن في تصنيف الجبال      |
| 21 يونيو 2012  | Contre-la-montre masculin aux championnats du Danemark de cyclisme sur route 2012 |                             |
| 23 يونيو 2013  | Course en ligne masculine aux championnats du Danemark de cyclisme sur route 2013 | الفائز في التصنيف العام     |
| 13 أكتوبر 2013 | باريس تورز 2013                                                                   |                             |
| 01 يوليو 2018  | سباق الطريق للرجال في بطولة الدنمارك 2018                                         | الفائز في التصنيف العام     |
| 04 يونيو 2019  | 2019 Gullegem Koerse                                                              |                             |
| 30 يونيو 2019  | سباق الطريق للرجال في بطولة الدنمارك 2019                                         | الفائز في التصنيف العام     |

## الميداليات
| الميدالية | المسابقة                       |
| --------- | ------------------------------ |
| فضية      | الألعاب الأولمبية الصيفية 2008 |

## روابط خارجية
- مايكل موركوف على موقع الاتحاد الدولي للدراجات (الإنجليزية)
- مايكل موركوف على موقع أرشيف الدراجات (الإنجليزية)
- مايكل موركوف على موقع إحصائيات الدراجات الإحترافية (الإنجليزية)
- مايكل موركوف على موقع نسبة الدراجات (الإنجليزية)
- مايكل موركوف على موقع CycleBase (الإنجليزية)
- مايكل موركوف على موقع أوليمبيديا (الإنجليزية)